# Legendäre Tatschanka

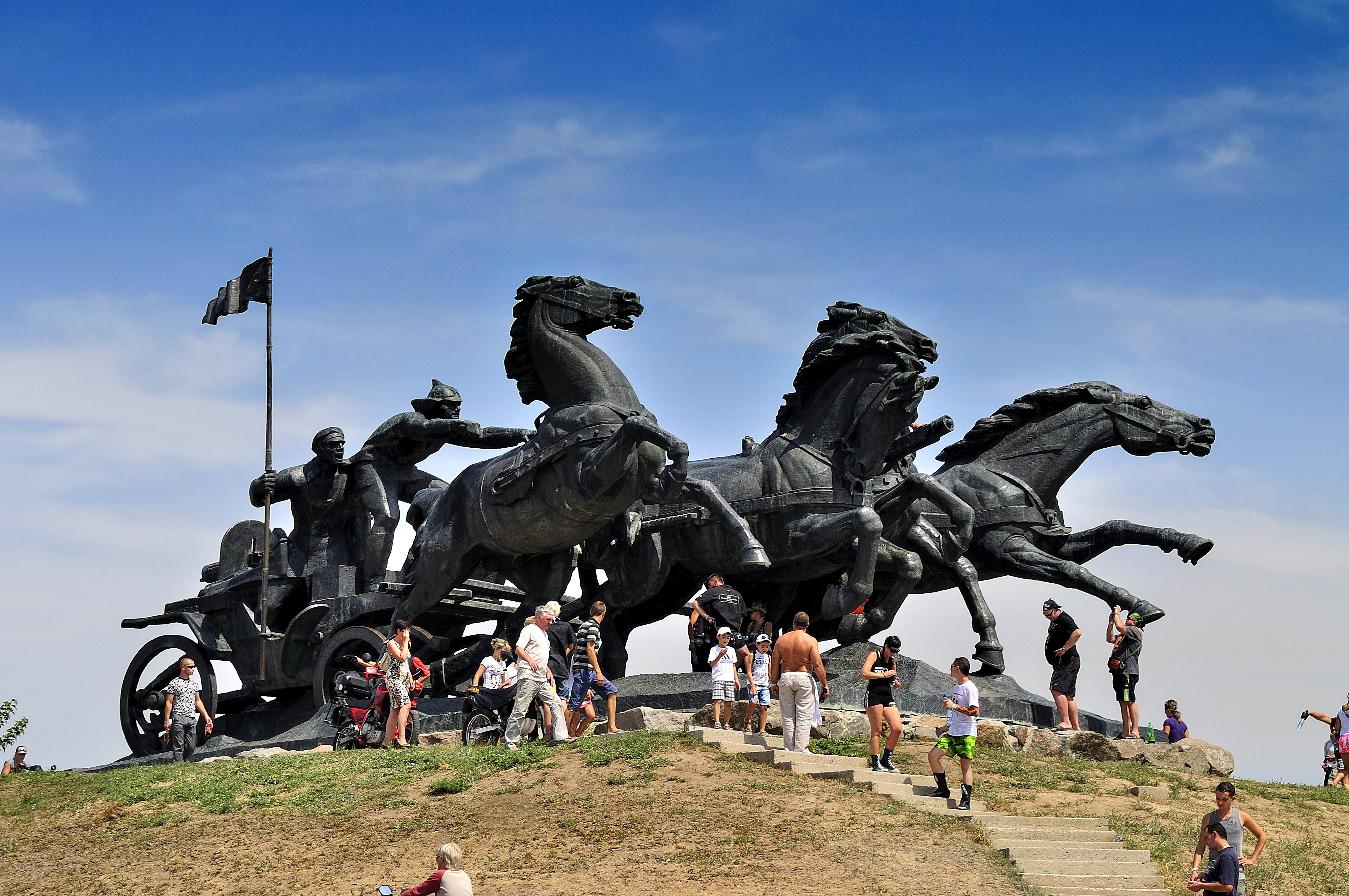
Das Denkmal 2012

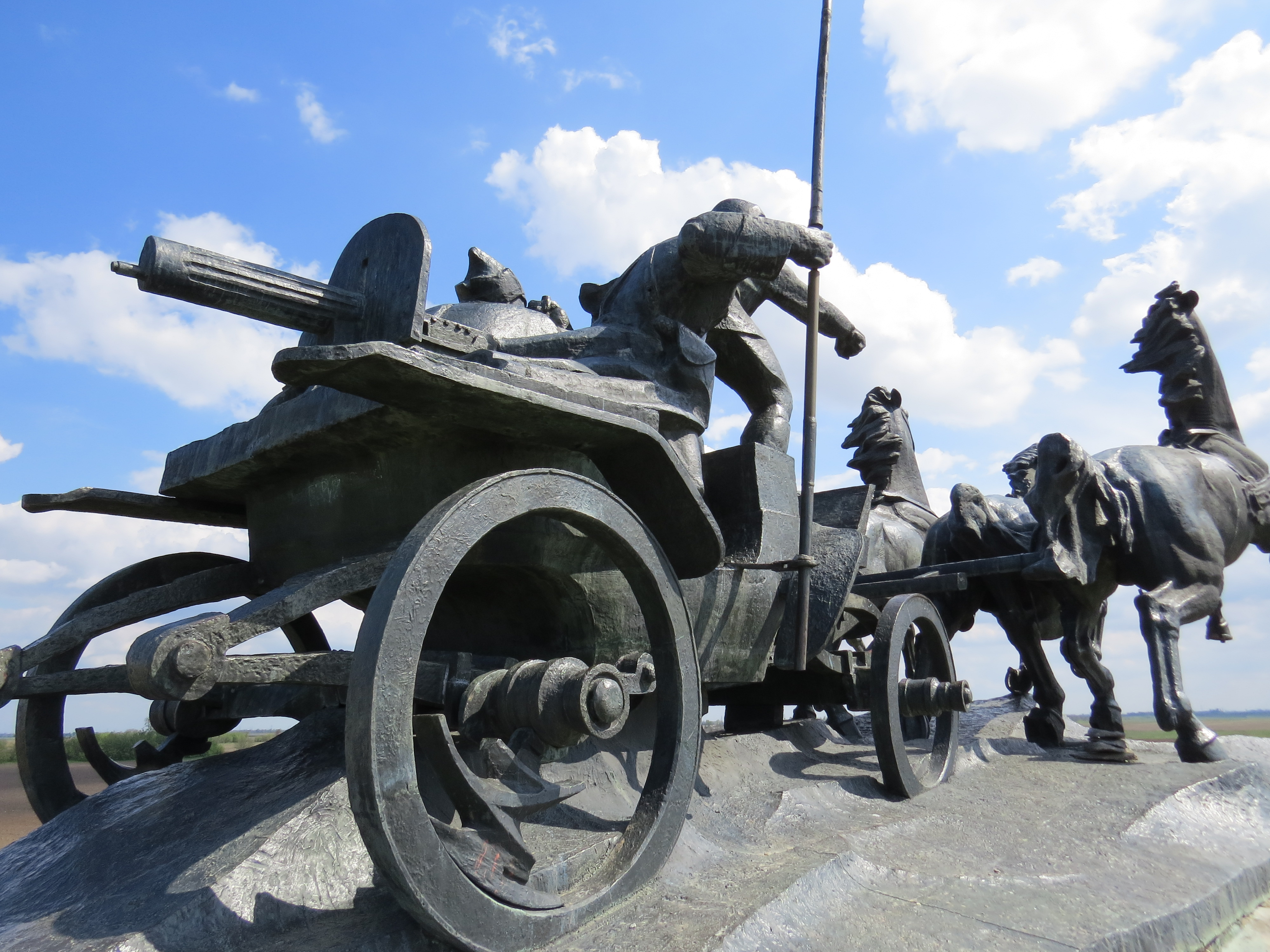
Detailansicht von hinten

Legendäre Tatschanka (Легендарна тачанка Lehendarna tatschanka, russisch Легендарная тачанка Legendarnaja tatschanka) ist ein Denkmal in der Stadt Kachowka in der südukrainischen Oblast Cherson.
Die Bronzeskulptur wurde am 27. Oktober 1967 zu Ehren des 50. Jahrestages der Großen Sozialistischen Oktoberrevolution und zur Erinnerung an die 1920, während des Russischen Bürgerkrieges am Kachowka-Brückenkopf geführten Kämpfe (Бои на Каховском плацдарме) der Roten gegen die Weiße Armee, errichtet.

## Darstellung
Das Denkmal stellt eine von vier Pferden gezogene Tatschanka, einen während des Krieges eingesetzten Kampfwagen, dar. Der Kutscher ist ein nach vorn gebeugter Rotarmist mit einer Budjonowka auf dem Kopf, rechts neben ihm stehend ein Kamerad mit einer Fahne in der rechten Hand und links sitzend ein weiterer Soldat gestützt auf sein Gewehr. Nach hinten gerichtet befindet sich ein Maschinengewehr. Der künstlerische Wert der Bronzeskulptur ist die realistische Übertragung der Bewegung des durch die Steppe rasenden Gefährts.

## Geschichte
Bereits Mitte der 1950er Jahre wurde die Idee, solch ein Denkmal zu erschaffen, geboren. 1956 wurde ein Gusseisenmodell gegossen und im Museum von Kachowka ausgestellt, das als Modell für das spätere Denkmal diente.
In Folge der Besichtigung des Museums durch die Bildhauer Lew Artemjewitsch Rodionow (Л. Родіонов), Juri Nikolajewitsch Lochowinin (Ю. Лоховінін) und Leonid Lukitsch Michailjonok und den Architekten O. Poltorazkyj (О. Полторацький) entstand ein Projekt mit dem Ziel des Denkmalbaus.
Nachdem die Bildhauer das Denkmal in Leningrad gefertigt hatten, wurde es zerlegt und die Einzelteile durchnummeriert. Das zerlegte, über 60 Tonnen schwere Denkmal wurde im Juli und August 1967 auf großen Lastwagen von Leningrad nach Kachowka transportiert und dort vom Architekten auf einem extra aufgeschütteten Hügel nahe dem ehemaligen Kommandoposten vom Marschall der Sowjetunion Wassili Blücher, gemeinsam mit einem Gedenkstein an Wassili Blücher, errichtet.
Nach dem Zusammenbruch der Sowjetunion verlor das Denkmal auch das Interesse in der Bevölkerung, die Finanzierung wurde eingestellt und es begann zu rosten und zu verfallen. 2006 konnte es jedoch mit nun bereitgestellten Mitteln restauriert werden.